# Клери Сент Андре
Клери Сент Андре (фр. Cléry-Saint-André) је насељено место у Француској у региону Центар, у департману Лоаре.
По подацима из 2011. године у општини је живело 3283 становника, а густина насељености је износила 181,08 становника/km².

## Демографија
| 1962. | 1968. | 1975. | 1982. | 1990. | 2011. |
| ----- | ----- | ----- | ----- | ----- | ----- |
| 1.829 | 1.854 | 2.019 | 2.232 | 506   | 3.283 |